# تمام پول‌های جهان
تمام پول‌های جهان (انگلیسی: All the Money in the World) فیلمی در ژانر دلهره‌آور جنایی به کارگردانی ریدلی اسکات و نویسندگی دیوید اسکارپا است که در ۲۰۱۷ به نمایش درآمد. این فیلم بر پایهٔ کتاب ۱۹۹۵ ثروت پردردسر: ثروت ظالمانه و بدبختی‌های جی. پال گتی نوشتهٔ جان پیرسو به رشتهٔ تحریر درآمده است و وقایع مربوط به ربودن جان پل گتی سوم در سال ۱۹۷۳ و امتناع پدربزرگش، سرمایه‌دار میلیاردر نفت جی. پال گتی از خواسته‌های آدم‌ربایان را به تصویر می‌کشد. در این فیلم میشل ویلیامز نقش مادر گتی سوم، کریستوفر پلامر نقش گتی و مارک والبرگ نقش مشاور خانوادهٔ گتی را ایفا می‌کند.
مراحل تصویربرداری اصلی فیلم در مارس ۲۰۱۷ آغاز شد و در اوت ۲۰۱۷ برای اکران در ۸ دسامبر ۲۰۱۷ تکمیل شد. با این حال، دو ماه قبل از افتتاحیهٔ فیلم که از پیش برنامه‌ریزی شده بود، اتهامات سوء رفتار جنسی علیه کوین اسپیسی که ابتدا نقش گتی را ایفا می‌کرد، مطرح شد. در نوامبر، پلامر جایگزین اسپیسی شد و ۲۲ سکانس در عرض هشت روز که یک ماه قبل از تاریخ انتشار مجدد در کریسمس بود، دوباره فیلم‌برداری شد.
تمام پول‌های جهان اولین بار در ۱۸ دسامبر ۲۰۱۷ در تئاتر ساموئل گلدوین در بورلی هیلز به نمایش درآمد و پس از آن در ۲۵ دسامبر ۲۰۱۷ توسط ترای‌استار پیکچرز در ایالات متحده اکران شد. این فیلم نقدهای مثبتی را از سوی منتقدان دریافت کرد و در زمینهٔ نقش‌آفرینی بازیگران تحسین شد. این فیلم با بودجهٔ ۵۰ میلیون دلاری ساخته شد و درنهایت ۵۷ میلیون دلار فروخت. اجرای پلامر در نقش گتی تحسین شد و برایش نامزدی دریافت جایزهٔ اسکار بهترین بازیگر نقش مکمل مرد را به همراه داشت.

## داستان
جان پل گتی سوم، نوه میلیاردر نفتی در ۱۳ سالگی ربوده شد و آدم‌ربایان برای آزادی او ۱۷ میلیون دلار باج درخواست کردند. گیل هریس تمام سعی خود را می‌کند که پدربزرگ میلیاردر جان، جی. پل گتی را راضی کند تا مبلغی را که آدم‌ربایان برای آزادی جان تعیین کرده‌اند را پرداخت کند. زمانی که پل گتی از پرداخت این مبلغ طفره می‌رود، گیل مجبور می‌شود که دست به هر کاری بزند تا بتواند فرزند خود را آزاد کند. یکی از این کارها، هم‌تیمی شدن با فلچر چیس مشاور گتی است. آدم‌ربایان اعلام کرده‌اند که اگر به درخواست آن‌ها سریعاً پاسخ داده نشود، اعضای بدن پل گتی را قطع می‌کنند و برای آن‌ها خواهند فرستاد. در نهایت خانواده گتی این مبلغ را پرداخت کرده و گتی سوم در جنوب ایتالیا پیدا شد، اما ربایندگان او با پول‌ها فرار کرده بودند.

## بازیگران
- میشل ویلیامز
- کریستوفر پلامر در نقش جی. پال گتی
- مارک والبرگ
- رومن دوریس
- تیموتی هاتن
- چارلی پلامر
- چارلی شاتول
- اندرو بوچان
- مارکو لئوناردی
- جوزپه بونیفاتی
- نیکلاس واپوریدیس